# مطار ليجيانغ ساني الدولي
مطار ليجيانغ ساني الدولي (بالصينية: 丽江三义国际机场)(إياتا: LJG، إيكاو: ZPLJ) يقع في مدينة ليجيانج في جمهورية الصين الشعبية. صنف مطار ليجيانغ ساني الدولي في المرتبة الثانية والأربعون في الصين من حيث عدد الركاب عام 2011 وفقًا لإدارة الطيران المدني في الصين، حيث تعامل مع 2,183,597 راكب، وبلغ إجمالي حركة الطائرات (القادمة والمغادرة) 20,138 طائرة وقد بلغت كمية البضائع المنقولة عبر المطار 4,370 طن.

## شركات الطيران والوجهات
| شركـات طيـران            | الوجهات |
| ------------------------ | --- |
| طيران الصين              | مطار بكين العاصمة الدولي، مطار تشنغدو تيانفو الدولي، مطار هانغتشو شياوشان الدولي |
| Air Travel ‏              | مطار نانتشانغ تشانغبى الدولي، مطار سنن شوفانغ الدولي، مطار تشوهاى جينوان |
| خطوط العاصمة بكين الجوية | مطار بكين داشينغ الدولي، مطار تشنغدو تيانفو الدولي، مطار تشونغتشينغ جيانغبى الدولي، مطار قوانغتشو باييون الدولي، مطار قوييانغ لونغدونغابو الدولي، مطار هانغتشو شياوشان الدولي، مطار حيفي شينكياو الدولي، مطار جينان الدولي، مطار نانتشانغ تشانغبى الدولي، مطار نانجينغ الدولي، مطار نانينغ وشو الدولي، مطار شنيانغ تاوكسيان الدولي، مطار شيجياتشوانغ تشنغدينغ الدولي، مطار تيانجين الدولي، مطار ووهان تيانهي الدولي، مطار شيامن قاوتشي الدولي، مطار شيشوانغباننا غاسا، مطار تشنغتشو الدولي |
| Chengdu Airlines         | مطار تشنغدو شوانغليو الدولي، مطار تشنغدو تيانفو الدولي، مطار قوييانغ لونغدونغابو الدولي، مطار هينغيانغ نانيوي، مطار نينغبو ليش الدولي |
| خطوط شرق الصين الجوية    | مطار بكين داشينغ الدولي، مطار قوانغتشو باييون الدولي، مطار كونمينغ جانغشوي الدولي، مطار نانجينغ الدولي، مطار نانينغ وشو الدولي، مطار غينغادو جياودونغ الدولي، مطار شانغهاي هونغكياو الدولي، مطار شانغهاي بودنغ الدولي |
| خطوط جنوب الصين الجوية   | مطار تشانغشا هوانغوا الدولي، مطار تشونغتشينغ جيانغبى الدولي، مطار داليان تشوشويزي الدولي، مطار قوانغتشو باييون الدولي، مطار شينزين باوان الدولي، مطار ووهان تيانهي الدولي، مطار شيان شيانيانغ الدولي، مطار تشنغتشو الدولي |
| Chongqing Airlines       | مطار قوانغتشو باييون الدولي، مطار هويزهو بينجتان |
| خطوط جونياو الجوية       | Bazhong، مطار تشانغشا هوانغوا الدولي، Chenzhou، مطار نانتشانغ تشانغبى الدولي، مطار نانجينغ الدولي، مطار غينغادو جياودونغ الدولي، مطار شانغهاي بودنغ الدولي، مطار شينزين باوان الدولي |
| Kunming Airlines         | مطار نانينغ وشو الدولي، مطار شيجياتشوانغ تشنغدينغ الدولي، مطار تشوهاى جينوان |
| طيران لونج               | مطار بيجي فيشونغ، مطار هانغتشو شياوشان الدولي، مطار زيجانغ، مطار نينغبو ليش الدولي، مطار سنن شوفانغ الدولي، مطار شانغينغ ليوجي، مطار زوني شينزهو |
| خطوط لاكي الجوية         | مطار تشونغتشينغ جيانغبى الدولي، مطار جينان الدولي، مطار ونزهو يونجقيانج الدولي، مطار شيشوانغباننا غاسا، مطار تشنغتشو الدولي |
| Qingdao Airlines         | مطار تشانغتشون الدولي، مطار غينغادو جياودونغ الدولي، مطار قوزهو، مطار تيانجين الدولي، مطار شيشوانغباننا غاسا |
| Ruili Airlines           | مطار لانتشو تشونغ تشوان، مطار تيانجين الدولي، مطار شيشوانغباننا غاسا |
| خطوط شاندونغ الجوية      | مطار جينان الدولي، مطار ميانيانغ نانيجو |
| خطوط شينزين الجوية       | مطار تشنغدو تيانفو الدولي، مطار نانجينغ الدولي، مطار شينزين باوان الدولي |
| خطوط سيتشوان الجوية      | مطار تشنغدو شوانغليو الدولي، مطار تشنغدو تيانفو الدولي، مطار كونمينغ جانغشوي الدولي، مطار لاسا الدولي، مطار شيان شيانيانغ الدولي، مطار يبين واليانجي |
| سبرينغ (شركة طيران)      | مطار تشونغتشينغ جيانغبى الدولي، مطار شانغهاي بودنغ الدولي |
| خطوط تيانجين الجوية      | مطار تيانجين الدولي، مطار شيان شيانيانغ الدولي |
| طيران التبت              | مطار تشانغشا هوانغوا الدولي، مطار تشنغدو شوانغليو الدولي، مطار لاسا الدولي، مطار شيان شيانيانغ الدولي |
| West Air ‏                | مطار تشونغتشينغ جيانغبى الدولي، مطار حيفي شينكياو الدولي، مطار جينجيانغ تشيوانتشو، مطار شيجياتشوانغ تشنغدينغ الدولي، مطار تشنغتشو الدولي |
| خطوط زيامن الجوية        | مطار تشانغشا هوانغوا الدولي، مطار فوتشو تشانغله الدولي، مطار قويلين يانغ جيانغ الدولي، مطار شيامن قاوتشي الدولي |